# 철원군의회
철원군의회는 강원특별자치도 철원군 지역을 관할하는 기초의회이다.